# Gillian Alexy
Gillian Alexy (Perth (Australië), 13 maart 1986) is een Australisch actrice.
Alexy is het meest bekend van haar rol als Tayler Geddes in de televisieserie McLeod's Daughters waar zij in 55 afleveringen speelde (2006-2009).

## Biografie
Alexy heeft haar middelbare school doorlopen aan de John Curtin College of the Arts in Fremantle waar zij in 2000 haar diploma haalde. Verder heeft zij acteren en dansen gestudeerd aan de The Actors College in Londen, Le Centre des Arts vivants, The Peter Goss Dance Studio beide in Parijs en Universiteit van Colorado in Boulder (Colorado).

## Filmografie

### Films
Uitgezonderd korte films.
- 2022 Avarice - als Kate Matthews
- 2017 People You May Know - als Abigail
- 2015 Anchors - als Christine
- 2014 Monkfish - als ??
- 2007 West – als Cheryl

### Televisieseries
Uitgezonderd eenmalige gastrollen.
- 2016-2017 Outsiders - G'Winveer Farrel - 26 afl.
- 2014 Royal Pains - als Charlotte - 6 afl.
- 2013-2014 The Americans - als Annelise - 2 afl.
- 2013 NCIS: Los Angeles – als speciaal agente Claire Keats – 2 afl.
- 2012 Damages – als Gitta Novak – 10 afl.
- 2006-2009 McLeod's Daughters – als Tayler Geddes – 55 afl.
- 2005-2006 All Saints – als Nicole Higgins – 2 afl.
- 2004 Parallax – als Katherine Raddic – 26 afl.
- 1998-1999 Fast Tracks – als Alana Burroughs - 26 afl.
- 1997 The Gift – als Sharon – 26 afl.
- 1996 Bush Patrol – als Eloise - ? afl.

- Library of Congress Control Number: no2019098675
- Virtual International Authority File: 3820156374132207710002
- WorldCat: E39PBJvtdtHc3tbmJcxwR3yfMP